# كاران كيسي
كاران كيسي (بالإنجليزية: Karan Casey)‏ هي عازفة بيانو ومغنية أيرلندية، ولدت في 1969 في Kilmeadan ‏ في جمهورية أيرلندا.

## وصلات خارجية
- الموقع الرسمي
- كاران كيسي على موقع ميوزك برينز (الإنجليزية)
- كاران كيسي على موقع ديسكوغز (الإنجليزية)